# Vena iliaca externa
Die Vena iliaca externa ist eine große paarige Vene des Unterbauchs. Sie verbindet die Vena femoralis mit der Vena iliaca communis.

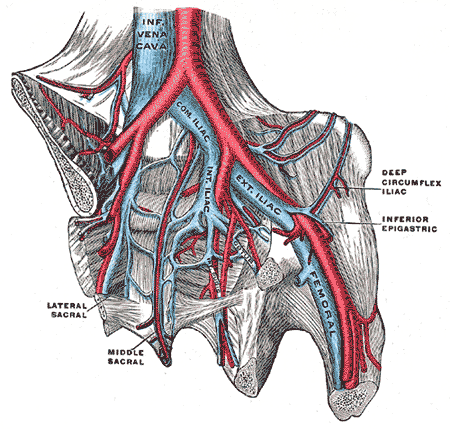
Lage der Vena iliaca externa

Die Vena iliaca externa zieht, zusammen mit der gleichnamigen Arterie, vom Leistenband aufwärts in Richtung des Iliosakralgelenkes, wo sie zusammen mit der Vena iliaca interna die Vena iliaca communis bildet.
Im Verlauf nimmt sie die Vena epigastrica inferior und die Vena circumflexa iliaca profunda auf.